# Sornàs
Sornàs é uma localidade de Andorra, situada na paróquia de Ordino. Sua população em junho de 2024 foi estimada em 356 habitantes.
Localizada em Sornàs, a pequena Igreja de São Roque, datada de 1730, possui planta retangular com capela-mor quadrangular e um campanário de espadana com arco de meio ponto emoldurado.